# Anta de Arcaínha
L'Anta de Arcainha (aussi appelé Casa da Moura ou Dólmen de Seixo de Beira) est un dolmen situé dans la paroisse de Seixo da Beira (pt) sur le territoire de la municipalité d'Oliveira do Hospital (district de Coimbra) au Portugal,. 
Le mot anta est l'équivalent portugais d'« ante » (pilier terminal d'un temple grec ou romain), mais il est aussi employé pour désigner les pierres d'un dolmen ou le dolmen lui-même. Environ 5 000 structures mégalithiques de ce type ont été construites au Néolithique dans l'ouest de la péninsule Ibérique par les successeurs de la culture de la céramique cardiale ou Cardial.
Il a été classé Bien d'intérêt public (Catégorie IIP) monument national en 1959 .

## Description
Ce monument mégalithique a été mal restauré mais il conserve encore une partie d'origine. Certaines pierres sont en béton moulé. La dalle de couverture mesure environ 4 × 3,5 m pour 0,3 m d'épaisseur et repose presque horizontalement. Elle est soutenue par (aujourd'hui) neuf orthostates porteuses (dont cinq conservées in situ à l'origine) d'une hauteur d'environ 3 à 4 m de hauteur. Des pierres de sont allée couverte sont encore en place. 
À environ 3,3 km à l'ouest se trouve l'Anta de Curral dos Mouros.